# Taicang
Taicang (chiń. 太仓; pinyin Tàicāng) – miasto na prawach powiatu we wschodnich Chinach, w prowincji Jiangsu, w prefekturze miejskiej Suzhou. W 1999 roku liczba mieszkańców miasta wynosiła 449 253.
W 2008 roku całkowity PKB wyniósł 52,8 miliardów RMB (7,6 miliardów USD). PKB per capita osiągnął 79 449 RMB (11 439 USD).